# Gerardo III il Grande, conte di Holstein
Gerardo III di Holstein, detto "il Grande" (1293 circa – Randers, 1º aprile 1340), è stato un nobile tedesco, conte di Holstein.

## Biografia
Nacque intorno al 1293 dal conte Enrico I di Rendsburg. Dopo la morte del padre, avvenuta nel 1310, eliminò i rami della casata; solo la linea di Giovanni III conte di Kiel conservò la propria autonomia. In questo modo stabilizzò la propria base territoriale. Gerardo cercò d'incorporare nei suoi domini il ducato di Schleswig, che apparteneva per diritto al Regno di Danimarca, sfruttando le lotte interne danesi, la posizione geografica e culturale del ducato, che lo portava ad essere un territorio tedesco, e le ragioni di parentela.
Quando Cristoforo II di Danimarca (1319-1326) avanzò le sue pretese alla tutela del duca minorenne Valdemaro V di Schleswig, figlio di una sorella di Gerardo, il conte si oppose e si venne ad una battaglia presso Schleswig, che costrinse Cristoforo a rifugiarsi alla corte di Ludovico IV il Bavaro. Gerardo fece eleggere re di Danimarca, dagli Stati danesi, suo nipote Valdemaro III di Danimarca e se ne riserbò la tutela, così fu per alcuni anni il vero padrone del Regno di Danimarca. Nel 1326 costrinse Cristoforo, prima dell'esilio, a rilasciargli la Constitutio Waldemariana, la cui clausola essenziale fu che il ducato di Schleswig non doveva mai essere unito sotto lo stesso principe insieme alla Danimarca. Alla Dieta di Nyborg, nel 1326, lo Schleswig fu consegnato a Gerardo come ducato ereditario.
L'opposizione nazionale contro il dominio tedesco di Gerardo in Danimarca riportò all'esule Cristoforo, con l'aiuto del re del Sacro Romano Impero Ludovico, la corona per due anni (1330-1332). Gerardo dovette cedere di nuovo lo Schleswig a suo nipote Valdemaro, pur seguitando ad esercitare il potere effettivo.
Dopo la morte di Cristoforo e il conseguente interregno di otto anni (1332-1340), durante i quali il Regno della Danimarca sembrava dovesse smembrarsi, Gerardo allargò la sua sfera d'azione sulla parte continentale della Danimarca e nell'isola di Fionia.
Il 1º aprile 1340 cadde vittima dell'attentato di un cavaliere dello Jutland, Nils Ebbesen. La fusione tra lo Schleswig e il Holstein aveva fatto grandi progressi sotto Gerardo; la nobiltà di Holstein si stabilì nel nord e la lingua tedesca fu introdotta nella cancelleria del duca di Schleswig.
I figli di Gerardo ottennero nel 1386, in feudo, lo Schleswig dalla regina Margherita I di Danimarca.